# Свонтон (Небраска)
Свонтон (енгл. Swanton) град је у америчкој савезној држави Небраска.

## Демографија
По попису из 2010. године број становника је 94, што је 12 (-11,3%) становника мање него 2000. године.
| Група             | 2000.        | 2010.      |
| Белци             | 106 (100,0%) | 88 (93,6%) |
| Афроамериканци    | 0 (0,0%)     | 0 (0,0%)   |
| Азијати           | 0 (0,0%)     | 0 (0,0%)   |
| Хиспаноамериканци | 0 (0,0%)     | 2 (2,1%)   |
| Укупно            | 106          | 94         |